# Squirrel (rivière)
La rivière Squirrel est une rivière au nord-ouest de l'Alaska aux États-Unis, de  116 km de long. C'est un affluent du Kobuk. Elle traverse la localité de Kiana.